# Büdös-barlang

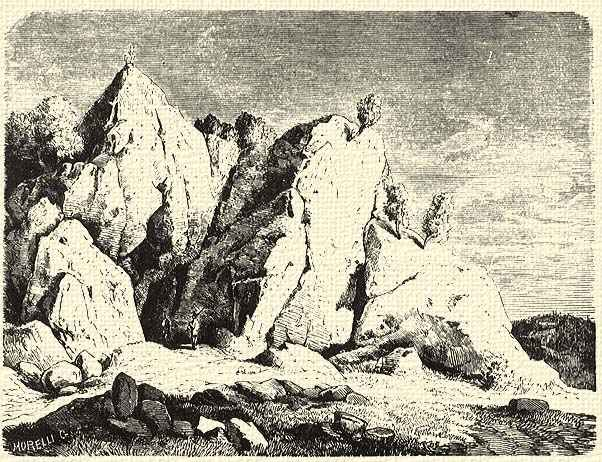
A barlang torkolata a 19. században, Kelety Gusztáv grafikáján

A torjai Büdös-barlang egy természetes mofetta a Büdös-hegy déli oldalában, Délkelet-Erdélyben. Ez Európa legnagyobb működő mofettája.

## Fekvése
A barlang 1052 méter magasságban található a Bálványosi-hágón, a Büdös-hegy déli oldalában. A legközelebbi település Bálványosfürdő, a központi szállodától piros ponttal jelölt turistaúton lehet feljutni a barlanghoz.

## Története
Az üreg nem természetes módon jött létre, egy kénbánya felhagyott tárnája volt. A fejedelmi kiváltságlevelek tanúsága szerint kéntermelés kiváltsága valamikor Torjáé volt. A büdösbarlang később az Apor család kezébe került, 1892-ben Apor Gábor falaztatta ki faragott kövekkel a 14 méter hosszú üreget, majd ajtót csináltatott rá, melyet naponta csak meghatározott időre, állandó felügyelet mellett nyitottak ki. Az első világháború után a barlangot a környező fürdőteleppel együtt egy tüdőszanatórium kapta meg, de ezután a mofetta rendszeres használata megszűnt. A századforduló első felében az első magyar szénsavsűrítő gyár az innen kiömlő gázt használta fel. Jelenleg a barlang szabadon látogatható, a bejárati részt feltöltötték és előtte ismertetőtáblákat állítottak. Az üreg két oldalán padokat helyezek el, gázfürdőzők számára pedig kúrákat szerveznek. Erről a barlangról írt Sánta Ferenc Sokan voltunk című novellájában.

## A gáz összetétele

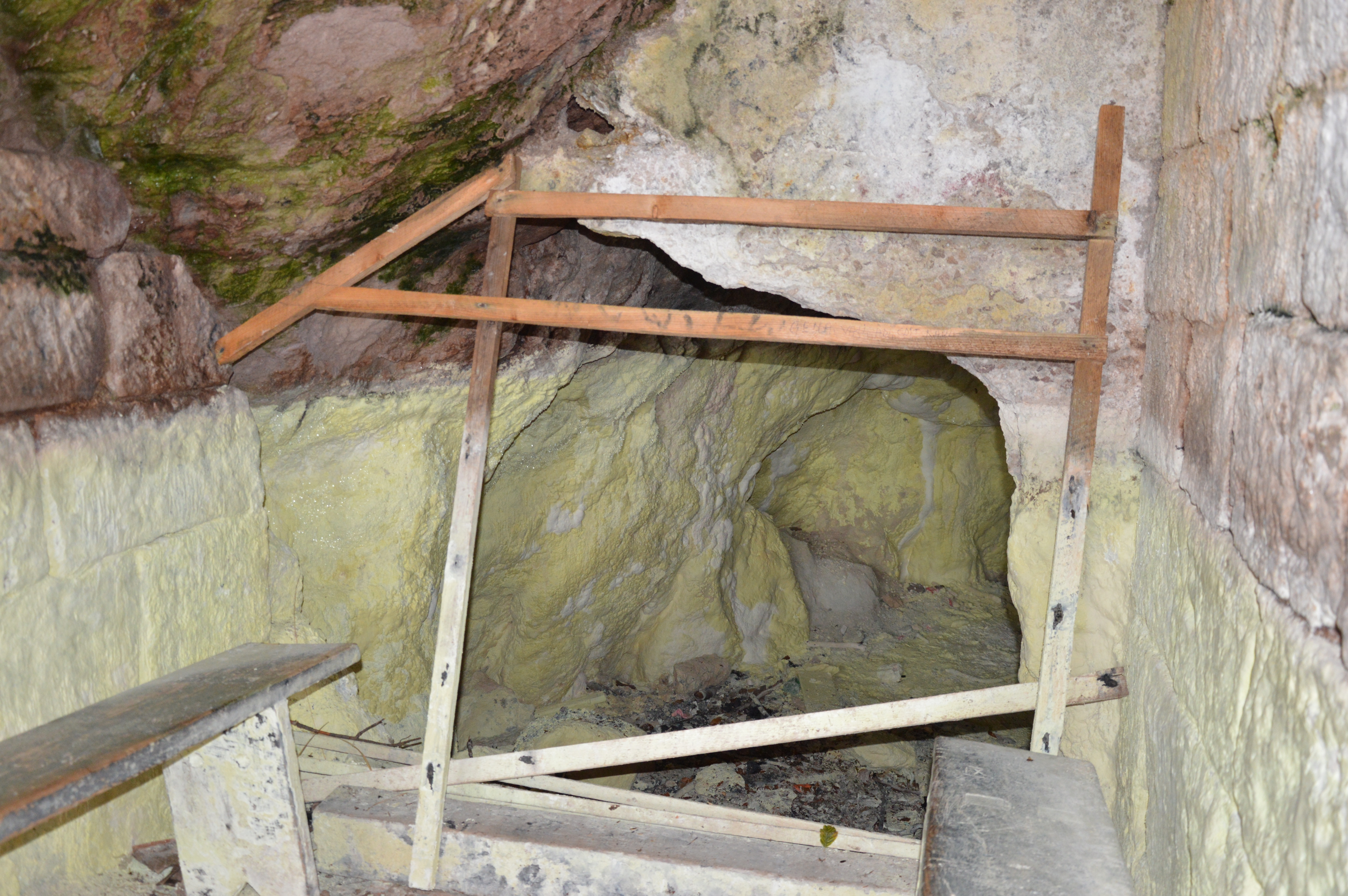
A barlang falán látható kénlerakódás jelzi a gáz szintjét

A barlang levegőjének vegyi elemzését először Ilosvay Lajos magyar vegyész készítette el 1884-ben, erről szóló népszerűsítő írását 1885-ben „A torjai Büdös barlangról” címmel publikálta. Tudományos igényességgel vizsgálati eredményeit 1895-ben „A torjai Büdös-barlang levegőjének chemiai és fizikai vizsgálata” címmel közölte. A megállapítások azóta is helytállóak, nem fedeztek fel semmi újat a 980 pCi/l értékű radioaktivitáson kívül, ami a kelemen-hargitai mofettái között a legnagyobb értékű. A negatív ionok töménysége 2,8x104 ion/ml, a pozitívaké 3,3x103 ion/ml, a barlang levegőjének nedvességtartalma 95%. A gázhozam a legkisebb becslések szerint napi 3000 m³, a legnagyobbak szerint 6000 m³.
A levegő gázai barlangban Ilosvay vizsgálatai alapján:
- 95,82% szén-dioxid (CO2)
- 2,66% nitrogén (N2)
- 0,38% kén-hidrogén (H2S)
- 0,14% oxigén (O2)

A gázelegyben található kén-hidrogénből terméskén csapódik ki a barlangfalakra, emiatt azokat egy bizonyos magasságig sárga kénréteg borítja. Ez egyben a gáz szintjét is jelzi.

## További irodalom
- Szentes Sarolta, Demeter László: Székelyföld hét csodája – Torjai büdösbarlang Archiválva 2010. október 28-i dátummal a Wayback Machine-ben
- XIII. A torjai Büdös. In  Orbán Balázs: A Székelyföld leírása: Történelmi, régészeti, természetrajzi s népismereti szempontból. Budapest: Arcanum. 2003.  ISBN 963 9374 74 1  (a Magyar Elektronikus Könyvtárból)